# Buitenrust (plantage)

Koffieveld met twee Europeanen, foto KITLV

Buitenrust was een plantage aan de Commewijnerivier in het district Commewijne in Suriname. Hij lag links bij het opvaren, stroomafwaarts naast plantage Johan Margaretha en stroomopwaarts naast plantage Frederiksdorp.

## Geschiedenis
De plantage werd als een koffieplantage aangelegd door Johan Friederich Knöffel, de eigenaar van Frederiksdorp, dat naast Buitenrust lag. Oorspronkelijk heette de plantage Knoffelsgift. Door de geringe oppervlakte werd hij in het Sranantongo pikien gron genoemd.
Knöffel had geen wettige kinderen, maar had wel een gezin opgebouwd met zijn slavin Grietje. Dit blijkt uit het testament waarin bijzondere voorzieningen werden getroffen voor hun kinderen Johanna Cornelia en Anna Dorothea van Frederiksdorff. Voor hen moest manumissie worden aangevraagd. Zij werden erfgenaam van Knoffelsgift, waarop een huis voor hen gebouwd moest worden, en een aantal slaven werd hen toegewezen. Anna Dorothea trouwde met haar neef, Johan Kusel, een van de erfgenamen van Frederiksdorp. Johanna Cornelia trouwde met C. Duran. Deze was in 1793 eigenaar. Daarna kwam de plantage in het bezit van gouverneur Jurriaan François de Friderici.
In de periode 1825 tot 1834 was de weduwe Osborn de eigenaresse. De volgende was John Pickering. In 1842 en 1843 was dit J.B. de Vries. Rond 1850 stond er op Buitenrust een centrale suikerfabriek waar de naburige plantages Mariënbosch, Johan en Margaretha, Maasstroom en Berlijn aan leverden. 
Bij de emancipatie in 1863 werd de plantage niet meer genoemd. In 1877 kopen de katholieken 6 bunders van het terrein aan de rivier om een missiepost op te richten. In 1880 wordt een kerkje gerealiseerd naar een ontwerp van Franciscus Harmes. Hierin werd om de andere zondag een mis gelezen voor de naburige bevolking door een rondtrekkende pater-missionaris. Veel van de vrijgemaakte slaven waren reeds naar Paramaribo vertrokken.
A la bonne heure · Anna's Zorg · Akkerboom · Alliance · Alkmaar · Andresa · Auka · Andreesgift · Bantaskine · Barbados · Batavia · Beekenhorst · Belladrum · Bellevue · Belwaarde · Beninenburg · Berg en Dal · Bergen op Zoom · Berlijn (Commewijne) · Berlijn (Para) · Bethlehem · Boksweide · Boston · Botany Bay · Boxel · Bronswijk · Brouwerslust · Bruinendaal · Bucklebury · Buitenrust · Burnside · Cadrosspark · Caledonia · Campenburg · Cannewapibo · Catharina Sophia · Clevia  · Cliffort-Kokshoven · Clyde · Concordia · Concordia en een Kwart Lot · Courcabo · De Dageraad · De Goede Vriendschap · De Resolutie · De Vier Hendrikken · Diamond · Dijkveld · Domburg · Dordrecht · Eendragt · Elisabeth's Hoop · Ellen · L'Espérance (Nickerierivier) · L'Espérance (Surinamerivier) · Esthersrust · Fairfield · Fortuin · Flora · Florentia · Frederiksburg · Frederiksdorp · Frederikslust · Geertruidenberg · Geyersvlijt · Glensander · Gloria · Groot Chatillon · Groot Marseille · Guadeloupe · Hague · Hamburg · Hamilton · Hamptoncourt · Hannover · Hazard · Hebron · Hecht en Sterk · Hooyland · Hope · Houttuin · Huntly · Huwelijkszorg · Inverness · Jagtlust · Jodensavanne · Johan & Margaretha · Johanna Catharina · Johanna Maria · Johannesburg · John · Katwijk · Kent · Kerkshoven · Killenstein · Klein Bellevue · Kleinhoop · Krappahoek · Kroonenburg · Kwatta · La Jalousie · La Prosperité · La Rencontre · La Ressource (Saramacca) · La Ressource (Surinamerivier) · La Singularité · Laarwijk · Leasowes · Leliëndaal · Leonsberg · Livorno · Longmay · Lunenburg · Lust en Rust · Lustrijk · Maasstroom · Margarethenburg · Maria Petronella · Mariënbosch · Mariënburg · Margaretha's Gift · Mary's Hope · Meerzorg · Merveille · Moed en Kommer · Mon Bijou · Mon Souci · Mon Trésor · Monnikendam · Mopentibo · Morgenster · Moy · Nieuw Mocha · Nieuwzorg · Nieuwe Aanleg · De Nieuwe Grond · Nijd en Spijt · Novar · Nursery · Nut en Schadelijk · Onoribo · Onverwacht · Oranibo · Ornamibo · Overbrug · Overtoom 
· Oxford · Palestina · Paradise · Persévérance · Petersburg · Picardië · Peperpot · Pieterszorg · Plaisance · Poelwijk · Potosie · Purmerend · Reijnsdorp · Reijnsfort · Rijnberk · Roosenburg · Rorac · Rust en Werk · Rustenburg · Saltzhalen · Sans Souci · Saphir · Sarah · Sardam · Schaapstede · Schoonoord · Sinabo en Gelre · Sint Barbara · Sint Eustatius · Slootwijk · Sorgvliet · Spieringshoek · Standvastigheid · Suidwijn · Suzanna's Daal · Toevlugt (Surinamerivier) · Tout Lui Faut · Toledo · Totness · Tyronne · 't Vertrouwen · Victoria · Vierkinderen · Visserszorg · Voorburg · Voorzorg (Saramacca) · Vossenburg · Vredenburg · Vriendsbeleid en Ouderzorg · Vreeland · Waltonhall · Waldijk · Waterloo · Wederzorg · Welbedacht · Welgelegen (Commewijne) · Welgelegen (Coronie) · Welgevallen · Weltevreden · Wolffs Capoerica · Wolfenbüttel · 't Ylant · Zoelen · Zorg en Hoop (hout) · Zorg en Hoop (indigo) · Zorg en Hoop (katoen) · Zorg en Hoop (suiker)